# Don Carlos (cestista)
Don A. Carlos (Columbus, 3 marzo 1944) è un ex cestista statunitense, professionista nella ABA.

## Carriera
Venne selezionato dai Los Angeles Lakers all'ottavo giro del Draft NBA 1967 (83ª scelta assoluta).

## Palmarès
- EPBL Rookie of the Year (1968)